# Dante Gorreri
Dante Gorreri (Parma, 15 maggio 1900 – Parma, 28 giugno 1987) è stato un antifascista, partigiano e politico italiano, membro della Costituente, comunista, ardito del Popolo.

## Biografia

### La prima attività politica e sindacale
Mandato al fronte nella prima guerra mondiale, al ritorno entra nella Gioventù Socialista e nel 1921 passa immediatamente nel Partito Comunista d'Italia, fra i dirigenti del settore giovanile. Esercita il mestiere di idraulico o meglio lattoniere, come si dice ancora adesso in gergo e/o dialetto. Come sindacalista Gorreri è attivo nella USI, in cui c'è una forte componente sindacalista rivoluzionaria.
Fu collaboratore di Guido Picelli e, nel 1922, durante l'assalto di Parma degli squadristi di Italo Balbo, guida la difesa della barricate in via Massimo D'Azeglio, nello storico quartiere operaio di Oltretorrente, in qualità di capo squadra degli Arditi del Popolo.

### L'antifascismo e la Resistenza
A fascismo affermato, Gorreri viene ripetutamente arrestato e poi spedito per 5 anni al confino a Favignana e Lipari; la condanna viene prolungata per altri quattro anni che sconta prima a Ponza, poi nel seguito in diversi luoghi e nuovamente a Ponza, fino al 1937.
Nel 1942, in qualità di segretario federale del Partito Comunista Italiano, rientra in clandestinità a Parma; ivi, dopo l'8 settembre 1943 è organizzatore della Resistenza poi, nel maggio del 1944, viene inviato a Como a dirigere la federazione locale del PCI.
Il 21 gennaio 1945 viene catturato da un reparto delle Brigate Nere. Le accuse sono grandi e inconfutabili, essendo Gorreri segretario del PCI comasco, ma il 1º febbraio viene lasciato fuggire in Svizzera, in seguito ad un accordo con il capo banda Emilio Poggi che avrebbe  dovuto fucilarlo e ad una messa in scena di fucilazione sul monte Bisbino.
Rientra il 28 aprile, a liberazione avvenuta, riprendendo il suo incarico.

### La vicenda dell'oro di Dongo e degli omicidi di partigiani nel comasco
In questo periodo si svolge la vicenda legata all'oro di Dongo, che genera forti tensioni fra Gorreri(Lenin) ed altri riconosciuti dirigenti comunisti della Resistenza locale.
Per "oro di Dongo" si intendono comunemente tutti i beni sequestrati dalla 52ª Brigata Garibaldi "Luigi Clerici", tra quelli in possesso di Mussolini e i gerarchi al momento della cattura. Tali beni sono stati parzialmente inventariati il 28 aprile 1945 nel Municipio di Dongo, dalla partigiana Giuseppina Tuissi "Gianna" e dall'impiegata comunale Bianca Bosisio. Nel tardo pomeriggio del medesimo giorno, il capo di stato maggiore della brigata, Luigi Canali, nome di battaglia “Capitano Neri”, firma un ordine di consegna temporaneo di tutti i beni recuperati ed inventariati dalla Tuissi, alla federazione comunista di Como, di cui Gorreri è responsabile. L'utilizzazione fatta di tali valori, è tuttora oggetto di congetture.
Il 7 maggio 1945 il “Capitano Neri” scompare misteriosamente e il suo corpo non sarà più ritrovato. Il 22 giugno successivo, la "Gianna", dopo essere stata diffidata dall'intraprendere ricerche sulla fine dell'ex-comandante, nonché minacciata da Dante Gorreri e da Pietro Vergani, comandante delle formazioni garibaldine della Lombardia, è uccisa e gettata nel Lago di Como nei pressi di Cernobbio. Anche il suo corpo non sarà più ritrovato. Il 5 luglio riemerge invece dal lago il corpo di Anna Maria Bianchi, amica e confidente della Tuissi, annegata dopo essere stata torturata e ferita con due colpi di rivoltella.
Nel giugno 1946 Gorreri è eletto con il PCI deputato all'Assemblea Costituente, sui cui banchi siederà sino al 1948.  Dal 1947 al 1949 fu segretario della Camera del lavoro di Modena.
Il 12 dicembre 1949 è rinviato a giudizio in qualità di mandante dell'omicidio del “Capitano Neri” e con l'accusa di peculato per aver preso in consegna il cosiddetto “oro di Dongo” e averlo successivamente fatto sparire; insieme a lui sono incriminati: Pietro Vergani, per aver organizzato l'uccisione del Canali, e in qualità di mandante degli omicidi della Tuissi e della Bianchi; Domenico Gambaruto quale esecutore materiale dell'uccisione del “Capitano Neri”; Maurizio Bernasconi "Mirko", per l'uccisione della "Gianna"; Natale Negri ed Ennio Pasquali per quello della Bianchi. L'accusa di omicidio non è supportata dal ritrovamento del cadavere, né dall'eventuale arma del delitto e si basa su un movente costruito a tavolino. Gorreri, tuttavia, è arrestato e resta in carcere quattro anni; nel 1953 è eletto deputato nelle liste del PCI e, avvalendosi dell'immunità parlamentare viene liberato.
Il 29 aprile 1957, presso la Corte d'assise di Padova si apre il processo per la sparizione dell'"oro di Dongo" e i collegati delitti sopra riportati. In tale sede è ascoltato Enrico Mattei, responsabile amministrativo di tutte le formazioni partigiane durante la Resistenza, il quale testimonia che "il bottino delle azioni di guerra apparteneva alle formazioni che lo catturavano, e poteva essere messo a disposizione dei comandi". È sentito anche Luigi Longo, vicesegretario del PCI e, all'epoca, vicecomandante del Corpo volontari della libertà. L'esponente comunista afferma di non ritenere "esatto che al partito comunista siano arrivati dei valori; essi giunsero invece a un comando garibaldino autorizzato a disporre per i suoi reparti delle prede belliche". Il documento di consegna alla federazione del partito, firmato da Canali e controfirmato anche dai partigiani Michele Moretti e Urbano Lazzaro, tuttavia, recita diversamente.
Il 24 luglio successivo, uno dei giurati è ricoverato in ospedale e il processo è rinviato al 5 agosto. Tra le due date, il giurato ricoverato si suicida in ospedale e il processo è rinviato a nuovo ruolo. Non verrà ripreso sino alla decorrenza del meccanismo della prescrizione, che ne sancisce l'archiviazione. 
Anni dopo, Massimo Caprara, per anni segretario personale di Palmiro Togliatti, sostenne che la parte del tesoro preso in consegna da Dante Gorreri fu da quest'ultimo fatto pervenire a Renato Cigarini, responsabile dell'approvvigionamento delle risorse economiche del partito. L'ammontare complessivo dei valori acquisiti da Cigarini sarebbe stato calcolato in 189,657 miliardi di lire del 1949. Cigarini avrebbe personalmente depositato i valori ricevuti in alcune banche svizzere, in conti protetti e riservati del PCI. Successivamente, il tesoro sarebbe stato utilizzato per acquistare, dalla famiglia di costruttori romani Marchini, il palazzo di Via delle Botteghe Oscure, in Roma – che poi sarebbe divenuta la sede nazionale del partito – e per l'acquisto di macchine tipografiche per L’Unità di Milano. Ciò significa che Dante Gorreri avrebbe scontato quattro anni di carcere per coprire, con il suo silenzio, gli interessi economici del partito.

### Gorreri e il carteggio Churchill-Mussolini
Il 4 maggio 1945 era pervenuto sul tavolo di Gorreri tutto il materiale cartaceo contenuto in due borse in possesso di Mussolini e requisito dai partigiani della 52ª Brigata Garibaldi al momento della sua cattura, a cui erano stati uniti altri documenti di Mussolini provenienti da una terza borsa sequestrata a Marcello Petacci, temporaneamente trattenuti da Aldo Lampredi. Al comando comasco, il materiale è esaminato da una commissione formata, oltre che da Gorreri, anche dal nuovo prefetto di Como, Virginio Bertinelli, che verificano trattarsi di un carteggio comprendente 62 lettere, di cui 31 a firma del Primo ministro britannico Winston Churchill e 31 a firma Mussolini. Dopo la visione degli stessi, si decide di commissionare la fotoriproduzione di tutti i documenti alla Fototecnica Ballarate di Como. Ne sono effettuate alcune copie, di cui l'originale rimane in possesso di Dante Gorreri, e una copia viene consegnata a Bertinelli, che la nasconderà all'interno di un "cavallo con maniglie" di una palestra di Como; un'altra copia è riposta da Gorreri nella cassaforte della federazione.
Il 2 settembre 1945, a pochi mesi dalla conclusione della guerra in Europa, dopo aver perso le elezioni politiche e non più Primo ministro, Winston Churchill si reca sul lago di Como, a trascorrere una breve vacanza dietro il falso nome di colonnello Waltham e fa contattare Dante Gorreri dal capitano dei servizi segreti britannici Malcolm Smith. Il 15 settembre 1945, nella trattoria La pergola di Como, Dante Gorreri consegna gli originali delle 62 lettere del carteggio Churchill-Mussolini al capitano Smith, in cambio della somma di due milioni e mezzo di lire in contanti. Le copie del carteggio in possesso del prefetto Virginio Bertinelli erano già state recuperate dal capitano inglese, il precedente 22 maggio.
La copia del carteggio riposta da Gorreri nella cassaforte della federazione comunista sarà trafugata nel 1946 da Luigi Carissimi Priori, ex capo dell'ufficio politico della questura di Como. In un'intervista rilasciata nel 1998 al giornalista Roberto Festorazzi, Carissimi Priori dichiarerà di aver consegnato il plico contenente le 62 lettere al presidente del Consiglio Alcide De Gasperi, resistendo ad un'offerta di 100 000 sterline di alcuni agenti segreti inglesi.

### Gli ultimi anni
Gorreri nel 1958 è rieletto alla Camera per il PCI nella circoscrizione di Parma e Modena, e riconfermato nel 1963 e nel 1968. Restò a Montecitorio fino al 1972.